# Mesosa nigropunctata
Mesosa nigropunctata är en skalbaggsart som beskrevs av Stephan von Breuning 1938. Mesosa nigropunctata ingår i släktet Mesosa och familjen långhorningar.
Artens utbredningsområde är Myanmar. Inga underarter finns listade i Catalogue of Life.